# Welcome to the Dance
Welcome to the Dance е петият студиен албум на германската група No Angels. Излиза на пазара на 11 септември 2009 г. Достига до 26-о място в Германия. От него е издаден един сингъл „One Life“.

## Списък с песните
1. „One Life“ – 3:37
2. „Thunderstorm“ – 3:48
3. „Rebel“ – 3:47
4. „Welcome to the Dance“ – 3:26
5. „Derailed“ – 3:44
6. „Dance-Aholic“ – 3:59
7. „Shut Your Mouth“ – 3:20
8. „Up Against the Wall“ – 3:13
9. „Young Love“ – 3:15
10. „Too Old“ – 3:10
11. „Down Boy“ – 3:47
12. „Stop“ – 3:59
13. „Minute by Minute“ (с Насри) – 3:47
14. „Say Goodbye“ – 3:16